# Resolución 1515 del Consejo de Seguridad de las Naciones Unidas
La resolución 1515 del Consejo de Seguridad de las Naciones Unidas, adoptada por unanimidad el 19 de noviembre de 2003, recordaba la validez de todas las resoluciones anteriores en cuanto a la situación de Oriente Medio y, en especial, de las resoluciones 242 (1967), 338 (1973) y 1397 (2002), así como de los Acuerdos de Oslo. Además, el Consejo de Seguridad dio su aprobación a la Hoja de Ruta para la Paz propuesta por el Cuarteto de Madrid en un intento de resolver el conflicto palestino-israelí. La resolución, propuesta por Rusia, concebía un Estado palestino para comienzos de 2005 a cambio para garantías de seguridad para Israel.
El Consejo de Seguridad expresó su preocupación por la continua escalada de violencia en Oriente Medio, reiterando su exigencia de un fin de las hostilidades y de todos los actos de terrorismo, provocación, incitación y destrucción. La resolución 1515 proponía una solución por la cual Israel y Palestina coexistirían dentro de fronteras reconocidas internacionalmente y con soluciones para las fronteras libanesa-israelí y siria-israelí.
La resolución agradecía los esfuerzos diplomáticos internacionales y llamaba a todas las partes a cumplir las obligaciones contraídas en la Hoja de Ruta para la Paz, trabajando en cooperación con el Cuarteto para conseguir una solución de dos Estados.